# 東山、岡電博物館站停留場
東山、岡電博物館站停留場（日语：／ Higashiyama Okaden Myūjiamu teiryūjō */?），又稱東山、岡電博物館站電車站，是位於岡山縣岡山市中區德吉町2丁目和東山2丁目，岡山電氣軌道東山本線的電車站（終點站）。車站編號為H10。截至2020年，在站名牌和時間表標會記載副站名東山、岡電楚金頓博物館站（日语：／）。
在此電車站正式名稱中包含了「站」字。

## 歷史

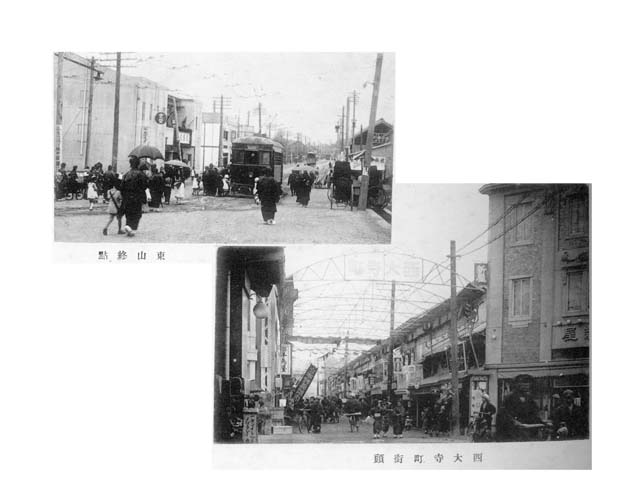
大正時代的東山停留場

- 1923年（大正12年）7月9日 西大寺町至此站開通[3]，東山停留場啟用。
- 1956年（昭和31年）7月14日 電車站向起點遷移約100米。
- 2017年（平成29年）4月1日 電車站改名為東山、岡電博物館站停留場。

## 電車站構造
電車站是建造在共用行車道上。電車站設有2面2線的相對式低地台月台。電車站東邊的路軌終端設有分支，一邊前往岡山縣道28號岡山牛窗線北邊的車廠，另一邊是縣道南邊的車廠。另外，當電車到達此站後，會先進入車廠，然後折返進入對面月台。

## 電車站周邊
- 岡山縣道28號岡山牛窗線（日语：岡山県道28号岡山牛窓線）
- 岡山電氣軌道總部、電車營業部、東山車廠
- 兩備巴士東山電停前巴士站（只限西大寺（日语：西大寺バスセンター）方向）、東山巴士站
- 岡電博物館＋水戶岡銳治設計
- 東山公園（日语：東山公園 (岡山市)）
- 玉井宮東照宮（日语：玉井宮東照宮）
- 三勲神社
- 山陽學園中學·高等學校（日语：山陽学園中学校・高等学校）（舊・山陽女子中學、高等學校）
- 岡山大學東山地區
  - 岡山大學教育學部附屬幼稚園（日语：岡山大学教育学部附属幼稚園）、小學、中學（日语：岡山大学教育学部附属小学校・中学校）
- 岡山縣立岡山東商業高等學校（日语：岡山県立岡山東商業高等学校）
- 岡山醫療福祉專門學校（舊・貝爾綜合福祉專門學校）
- Parks東山店
- 岡山國際酒店（日语：岡山国際ホテル）
- Daily Yamazaki（日语：デイリーヤマザキ）岡山東山店

## 巴士路線

### 「東山電停前」巴士站、「東山」巴士站
在岡山縣道28號岡山牛窗線上，於Daily Yamazaki岡山東山店前設有「東山電停前」巴士站（只限岡山國際酒店、益野西、西大寺方向），於東山公園設有前「東山」巴士站。
使用Hareca的乘客可在此站轉乘岡山電氣軌道電車（岡山站前、縣廳通方向）和兩備巴士（岡山國際酒店、益野西、西大寺方向），當中可享有轉乘優惠，總車資只計算整個車程。
停靠此巴士站的巴士公司
- ■兩備巴士（兩備控股）
- ■八晃運輸（日语：八晃運輸）

#### 一般巴士路線（東山電停前）
| 乘車處 | ■路線編號 | 巴士公司 | 方向                     | 備註 |
| ------ | --------- | -------- | ------------------------ | ---- |
| 東行   | ■314,315  | 兩備     | （經益野）西大寺         |      |
| 東行   | ■341      | 兩備     | 岡山國際酒店、操南台團地 |      |

#### 一般巴士路線（東山）
| 乘車處 | ■路線編號 | 巴士公司 | 方向                                                    | 備註                           |
| ------ | --------- | -------- | ------------------------------------------------------- | ------------------------------ |
| 東行   | ■314,315  | 兩備     | （經益野）西大寺                                        |                                |
| 東行   | ■341      | 兩備     | 岡山國際酒店、操南台團地                                |                                |
| 東行   | ■M03 (3)  | 八晃     | 〔Megurin益野線〕（經益野）新橋                         |                                |
| 西行   | ■314,341  | 兩備     | 山陽學園中學·高等學校                                   |                                |
| 西行   | ■314,341  | 兩備     | （經縣舍前、天滿屋）岡山站                              |                                |
| 西行   | ■315      | 兩備     | （經千日前、市政廳入口、AEON）岡山站                    | 只於平日行走                   |
| 西行   | ■M03 (3)  | 八晃     | 〔Megurin益野線〕（經縣舍南、榮町、田町、AEON）岡山站前 | 天満屋・岡山駅構内は経由しない |

## 相鄰電車站
岡山電氣軌道
■東山本線
門田屋敷（H09）－東山、岡電博物館站（H10）

## 注腳
1. ↑  よくあるご質問｜おかでんチャギントン （页面存档备份，存于）（日語） - 岡山電氣軌道，2020年1月6日閲覧。
2. ↑  . 岡山電氣軌道.   [2017-04-19]. （原始内容存档于2018-02-09） （日语）.
3. ↑  岡山電気軌道　路面電車のあゆみ （页面存档备份，存于）（日語）
4. ↑   (pdf). 両備バス.   [2018-09-23]. （原始内容存档 (PDF)于2018-09-23） （日语）.

## 外部連結
- 岡山電気軌道株式会社 電車事業部（路面電車） （页面存档备份，存于）（日語）